# Vicia biebersteinii
Vicia biebersteinii là một loài thực vật có hoa trong họ Đậu. Loài này được Besser miêu tả khoa học đầu tiên năm 1819.